# Deiton Baughman
Deiton Baughman (23 de abril de 1996) é um tenista norte-americano. Seu melhor ranking de simples na carreira foi alcançado em 26 de outubro de 2015, quando chegou a ser o N° 341 da ATP. Já nas duplas, seu melhor ranking é a 354 colocação da ATP, alcançada em 26 de outubro de 2015.